# GRO J1655-40

Об'єкт GRO J1655-40 в уявленні художника

GRO J1655-40 — подвійна зірка в сузір'ї Скорпіона, один компонент якої є кандидатом на чорну діру. Об'єкт класифікується як мікроквазар, оскільки виробляє велику кількість енергії в маленькому об'ємі простору. Газ із видимої зірки спадає на невидимий компонент, що за масою в кілька разів більше за Сонце. Ця речовина в результаті акреції по спіралі формує гарячий диск, при цьому газ нагрівається до мільйонів градусів і випромінює рентгенівські та гамма-промені. 
Відстань від Сонця до цієї системи становить близько 11 000 світлових років. GRO J1655-40 та її компаньйон рухаються у напрямі Чумацького Шляху зі швидкістю 112 км/с (для порівняння: наша Сонячна система обертається навкого центра галактики зі швидкістю близько 220 км/с).
Це перший такий об'єкт, у якого вдалося з доволі високою точністю виміряти власний рух. Це підтверджує теорію, що ця чорна діра сформувалася внаслідок колапсу ядра масивної зорі. Після стискання ядра верхні шари зірки вибухнули, створивши спалах наднової. Вибух був трохи зміщений від центру, що й вплинуло на теперішню швидкість GRO J1655-40. Зоря рухається приблизно у напрямі Сонячної системи.